# Bagnoles-de-l'Orne

Bagnoles-de-l'Orne este o comună în departamentul Orne, Franța. În 1 ianuarie 2018 avea o populație de 2.388 de locuitori.